# Diario del Sur
Der Diario del Sur ist eine kolumbianische Tageszeitung. Herausgeber ist der Verlag Grupo Editorial El Periódico von Hernando Suárez Burgos, unter dessen Dach noch weitere Publikationen erscheinen. Der Grupo Editorial Diario del Sur SAS hat seinen Sitz an der Calle 18 #47-160 im Stadtteil Torobajo von Pasto.
Seit der Erstausgabe vom 25. März 1983 erschienen 14.380 Ausgaben (Stand November 2022). Eine Druckausgabe kostet 2000 Kolumbianische Pesos und weist 36 Seiten auf (Stand November 2022). Der Grupo Editorial Diario del Sur macht zwischen 1.000.000.000 und 2.000.000.000 Pesos Umsatz pro Jahr. Die Tageszeitung Diario del Sur berichtet vorwiegend über Politik, Sport und Lokales. 
Der Diario del Sur ist die wichtigste Zeitung des Departamento de Nariño.

## Schriften
- Jorge Hernando Carvajal Pérez, Guillermo Narváez Ramírez: 25 años Diario del Sur: haciendo periodismo de verdad: 1983-2008. OCLC 912742315